# Anomoia electa
Anomoia electa är en tvåvingeart som först beskrevs av Erich Martin Hering 1938. Anomoia electa ingår i släktet Anomoia och familjen borrflugor.
Artens utbredningsområde är Myanmar. Inga underarter finns listade i Catalogue of Life.